# Aphelodoris brunnea
Aphelodoris brunnea là một loài thuộc sên biển thuộc liên họ Dorididae. Nó là động vật thân mềm chân bụng sống ở biển trong họ Discodorididae.

## Phân bố
Đây là loài đặc hữu của Nam Phi nơi nó được biết đến từ vịnh Buffels gần mũi Point đến miền đông London. Nó phổ biến ở ngoài khơi Port Elizabeth và được tìm thấy ở khu vực thủy triều thấp đến 15 m. 

## Hình ảnh

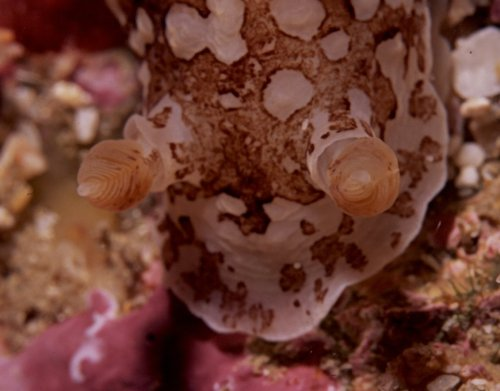